# Jean Morin (Maler)

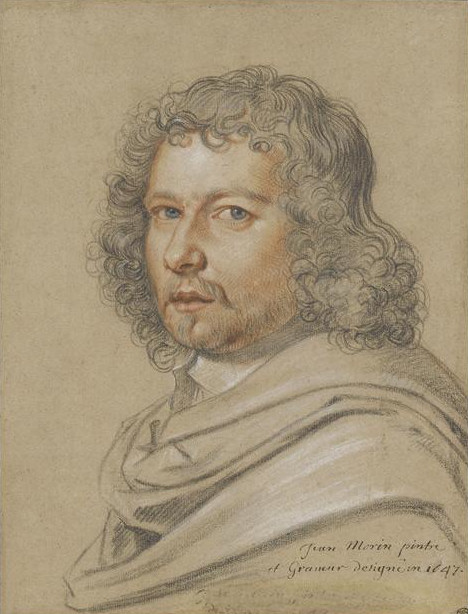
Jean Morin auf einem Porträt von Nicolas Plattemontagne

Jean Morin (* um 1590 in Paris; † begraben 6. Juni 1650 ebenda) war ein französischer Maler und Radierer.
Er war ein Schüler von Philippe de Champaigne. Zu Morins Werken gehören Radierungen nach Werken seines Lehrers, van Dycks, Raffaels und Tizians. Er gilt als bedeutender Reproduktionsstecher des 17. Jahrhunderts.